# Bretagne-Séché Environnement/2014
Deze pagina geeft een overzicht van de Bretagne-Séché Environnement wielerploeg in  2014.

## Algemeen
Algemeen manager: Joël Blevin
Ploegleiders: Emmanuel Hubert, Franck Renimel, Roger Trehin
Fietsmerk: Kemo
Kopman: Brice Feillu

## Renners
| Naam                  | Geboortedatum | Nationaliteit | Ploeg 2013      |
| --------------------- | ------------- | ------------- | --------------- |
| Jean-Marc Bideau      | 08-04-1984    | Frankrijk     |                 |
| Erwann Corbel         | 20-04-1991    | Frankrijk     |                 |
| Anthony Delaplace     | 11-09-1989    | Frankrijk     | Sojasun         |
| Brice Feillu          | 26-07-1985    | Frankrijk     | Sojasun         |
| Romain Feillu         | 16-04-1984    | Frankrijk     | Vacansoleil-DCM |
| Armindo Fonseca       | 01-05-1989    | Frankrijk     |                 |
| Arnaud Gérard         | 06-10-1984    | Frankrijk     |                 |
| Florian Guillou       | 29-12-1982    | Frankrijk     |                 |
| Benoît Jarrier        | 01-02-1989    | Frankrijk     |                 |
| Clément Koretzky      | 30-10-1990    | Frankrijk     |                 |
| Christophe Laborie    | 05-08-1986    | Frankrijk     | Sojasun         |
| Vegard Stake Laengen  | 07-02-1989    | Noorwegen     |                 |
| Benjamin Le Montagner | 16-06-1988    | Frankrijk     |                 |
| Pierre-Luc Périchon   | 04-01-1987    | Frankrijk     |                 |
| Eduardo Sepúlveda     | 13-06-1991    | Argentinië    |                 |
| Florian Vachon        | 02-01-1985    | Frankrijk     |                 |
| Stagiairs             |               |               |                 |
| Franck Bonnamour      | 20-06-1995    | Frankrijk     |                 |
| Axel Journiaux        | 20-05-1995    | Frankrijk     |                 |
| Kévin Ledanois        | 13-07-1993    | Frankrijk     |                 |

## Overwinningen
Ster van Bessèges
Bergklassement: Clément Koretzky
Ronde van de Middellandse Zee
Jongerenklassement: Eduardo Sepúlveda
Ronde van de Haut-Var
Bergklassement: Florian Guillou
Classic Sud Ardèche
Winnaar: Florian Vachon
Ronde van Normandië
6e etappe: Benoît Jarrier
Boucles de la Mayenne
1e etappe: Armindo Fonseca
Ploegenklassement
Mannen: 2005 · 2006 · 2007 · 2008 · 2009 · 2010 · 2011 · 2012 · 2013 · 2014 · 2015 · 2016 · 2017 · 2018 · 2019 · 2020 · 2021 · 2022 · 2023 · 2024 · 2025
Vrouwen: 2020 · 2021 · 2022 · 2023 · 2024 · 2025